# Hydridae
Hydridae é uma família de cnidários hidrozoários da ordem Anthomedusae, subordem Capitata. Esta ordem contem as chamadas hidras de água doce.

## Caracterização
Medem de 0,25 a 2,5 cm de comprimento. Possuem o corpo cilíndrico e oco, em uma das extremidades deste, está localizado o pé e na outra a boca, rodeada de tentáculos. Este tipo de animal recebe o nome de pólipo simples. 
São notáveis por sua capacidade de regeneração. Se uma hidra for cortada em vários pedaços, 
cada um deles se transforma em um indivíduo completo.
Locomovem-se de uma forma bastante curiosa, em cambalhotas, dobrando o corpo, fixando os tentáculos no substrato, soltando a base que usava para se fixar, ficando como se estivesse de cabeça para baixo, retornando a dobrar o corpo, mas agora para o outro lado, e fixando a base no substrato, soltando os tentáculos e retornando à posição normal.

## Géneros
- Chlorohydra Schulze, 1917
- Hydra Linnaeus, 1758